# Powa
Powa – lewobrzeżny dopływ Warty, rzeka mająca swoje źródła na Wysoczyźnie Kaliskiej, Równinie Rychwalskiej w okolicach wsi Kosmowo i Smaszew, płynąca prawie południkowo w kierunku północnym przez powiat turecki i koniński. Długość rzeki wynosi 44,2 km, a powierzchnia zlewni 369,5 km². W języku mieszkańców funkcjonują także inne określenia cieku: Struga, Pokrzywka.
Dolina Powy posiada dno o szerokości 200–600 m; jej zbocza są asymetryczne. Jest to rzeka meandrująca z licznymi zakolami i starorzeczami. Cechą charakterystyczną tarasu zalewowego rzeki są płaskie, dość rozległe powierzchnie dna doliny, określone jako równiny torfowe. Na wysokości około 120 m; w górnym biegu dolina Powy jest szeroka, słabo wykształcona, zatorfiona, w dnie doliny liczne stawy (Grzymiszew); powyżej Starego Miasta dolina wąska 0,3–0,5 km, wypełniona torfami.
Lewy brzeg u ujścia Powy do Warty był już w czasach prehistorycznych zasiedlony. Wędrowały tędy różne grupy etniczne. Dowodzą tego wykopaliska archeologiczne, prowadzone przez pracowników naukowych Uniwersytetu Poznańskiego i Polskiej Akademii Umiejętności przed drugą wojną światową. Obecnie Badania te są nadal kontynuowane. Muzeum Okręgowe w Koninie od kilku lat prowadzi archeologiczne badania powierzchniowe i wykopaliskowe również na terenie gminy Stare Miasto. [...] Pierwsze społeczności rolnicze pojawiły się na omawianym terenie w trzecim tysiącleciu przed nową erą. Oprócz doliny Warty (Rumin) zasiedlały one również dolinę Powy. [...] Znaczny rozwój osadnictwa obserwujemy dopiero w okresie lat 1200 do 200 przed nową erą. Skupiło się ono głównie w dolinach rzeki Powy i jej dopływów. 
Dolina Powy jest wykorzystywana rolniczo jako łąki i pastwiska dla zwierząt hodowlanych, jej części są okresowo zalewane podczas wiosennych roztopów i obfitych opadów deszczu. W stromych brzegach Powy spotykane są  żeremia bobra. 
Pierwotne ujście rzeki do Warty znajdowało się w Koninie. Po wybudowaniu oczyszczalni ścieków dla lewobrzeżnej części miasta przyujściowy odcinek Powy służy do odprowadzania oczyszczonych ścieków z oczyszczalni do Warty. Bieg samej Powy został skierowany na zachód, równolegle do Warty, stąd obecne ujście rzeki znajduje się koło miejscowości Rumin, gdzie uchodzi do Warty sztucznym korytem w 396,1 km jej długości. Sztuczne koryto Powy na przyujściowym odcinku jest obwałowane z obu stron, bezpośrednio przy cieku.
W okolicach autostrady A2 na Powie znajduje się zbiornik retencyjny i zapora wodna. 
Nad Pową leży Kozia Góra.